# Август Іохмус
Август Джакомо Іохмус, барон Котиньола (нім. August Giacomo Jochmus; 27 лютого 1808, Гамбург — 14 вересня 1881, Бамберг) — німецький військовий і політичний діяч.
Спочатку займався торгівлею, потім вивчав у Парижі військові науки, брав участь у війні за визволення Греції, служив в англо-іспанською іноземному легіоні, билися за права іспанської королеви Ізабелли.
У 1840—1841 роках був начальником турецького корпусу, який діяв проти Єгипту, потім служив при військовому міністерстві в Константинополі.
Революція 1848 року спонукала Іохмуса повернутися до Німеччини, де імперський вікарій ерцгерцог Австрійський Іоганн призначив його міністром закордонних справ і флоту. Пізніше він був на австрійській військовій службі.
У 1853—1855 і 1870—1871 рр. він здійснив навколосвітні подорожі.
Іохмус залишив ряд творів, переважно політико-географічного змісту, а також книгу «Сирійська війна і занепад Османської імперії після 1840 року» (нім. «Der syrische Krieg und der Verfall des Osmanenreichs seit 1840»; Франкфурт, 1856); «Gesammelte Schriften» (де серед іншого — листування з ерцгерцогом Іоганном).